# Olympische Sommerspiele 1956/Teilnehmer (Mexiko)
| Gelbes Symbol für Goldmedaillen mit stilisierten Olympischen Ringen | Graues Symbol für Silbermedaillen mit stilisierten Olympischen Ringen | Braundes Symbol für Bronzemedaillen mit stilisierten Olympischen Ringen |
| ------------------------------------------------------------------- | --------------------------------------------------------------------- | ----------------------------------------------------------------------- |
| 1                                                                   | —                                                                     | 1                                                                       |

Mexiko nahm an den Olympischen Sommerspielen 1956 im australischen Melbourne mit einer Delegation von 24 Sportlern, 21 Männer und drei Frauen, an 20 Wettkämpfen in zehn Sportarten teil.
Seit 1900 war es die achte Teilnahme Mexikos an Olympischen Sommerspielen.
Jüngster Athlet war mit 15 Jahren und 150 Tagen der Schwimmer Juan Botella, ältester Athlet der Segler Raúl Ibarra (48 Jahre und 239 Tage).

## Flaggenträger
Der Wasserspringer Joaquín Capilla trug die Flagge Mexikos während der Eröffnungsfeier im Melbourner Olympiastadion.

## Medaillen
Mit je einer gewonnenen Gold- und Bronzemedaille belegte das mexikanische Team Platz 23 im Medaillenspiegel.

### Gold
| Name            | Sportart       | Wettbewerb   |
| --------------- | -------------- | ------------ |
| Joaquín Capilla | Wasserspringen | Turmspringen |

### Bronze
| Name            | Sportart       | Wettbewerb            |
| --------------- | -------------- | --------------------- |
| Joaquín Capilla | Wasserspringen | Kunstspringen 3 Meter |

## Teilnehmer nach Sportarten

### Fechten
Damen
- Pilar Roldán
  - Florett

Runde eins: Gruppe zwei, vier Duelle gewonnen – drei verloren, 22 Treffer erzielt – 23 erlitten, Rang vier, für das Halbfinale qualifiziert
1:4-Niederlage gegen Janice Romary aus den Vereinigten Staaten
2:4-Niederlage gegen Ellen Müller-Preis aus Österreich
4:3-Sieg gegen Bruna Colombetti-Peroncini aus Italien
4:3-Sieg gegen Ecaterina Orb-Lazăr aus Rumänien
3:4-Niederlage gegen Nadeschda Schitikowa aus der Sowjetunion
4:2-Sieg gegen Régine Veronnet aus Frankreich
4:3-Sieg gegen Lois Joseph aus Australien
Halbfinale: ein Duell gewonnen – vier verloren, acht Treffer erzielt – 19 erlitten, Rang sechs, nicht für das Finale qualifiziert
1:4-Niederlage gegen Kate Delbarre aus Frankreich
1:4-Niederlage gegen Janice Romary aus den Vereinigten Staaten
1:4-Niederlage gegen Olga Szabó-Orbán aus Rumänien
1:4-Niederlage gegen Gillian Sheen aus Großbritannien
4:3-Niederlage gegen Lídia Sákovicsné Dömölky aus Ungarn

Herren
- Luis Jiménez
  - Degen

Runde eins: Gruppe vier, kein Duell gewonnen – sechs verloren, 17 Treffer erzielt – 30 erlitten, Rang sieben, nicht für das Viertelfinale qualifiziert
3:5-Niederlage gegen Édouard Schmit aus Luxemburg
3:5-Niederlage gegen Rolf Wiik aus Finnland
4:5-Niederlage gegen Carl Forssell aus Schweden
1:5-Niederlage gegen Kinmont Hoitsma aus den Vereinigten Staaten
2:5-Niederlage gegen Juozas Ūdras aus der Sowjetunion
4:5-Niederlage gegen Laurence Harding-Smith aus Australien

- Benito Ramos
  - Florett

Runde eins: Gruppe eins, zwei Duelle gewonnen – fünf gewonnen, 19 Treffer erzielt – 28 erlitten, Rang sechs, nicht für das Halbfinale qualifiziert
2:5-Niederlage gegen József Gyuricza aus Ungarn
1:5-Niederlage gegen Jurij Rudov aus der Sowjetunion
3:5-Niederlage gegen Antonio Spallino aus Italien
2:5-Niederlage gegen Allan Jay aus Großbritannien
1:5-Niederlage gegen Harold Goldsmith aus den Vereinigten Staaten
5:1-Sieg gegen Pablo Uribe aus Kolumbien
5:2-Sieg gegen Masayuki Sano aus Japan

- - Säbel

Runde eins: Gruppe eins, ein Duell gewonnen – vier verloren, neun Treffer erzielt – 23 erlitten, Rang vier
Runde eins (Spiel um die Plätze vier bis sechs): Gruppe eins, zwei Duelle gewonnen – keins verloren, zehn Treffer erzielt – zwei verloren, Rang eins, für das Viertelfinale qualifiziert
Viertelfinale: Gruppe eins, kein Duell gewonnen – sechs verloren, zwölf Treffer erzielt – 25 erlitten, Rang sieben, nicht für das Halbfinale qualifiziert

### Gewichtheben
Herren
- Guillermo Balboa
  - Leichtgewicht

Finale: 320,0 kg, Rang 17
Militärpresse: 92,5 kg, Rang 17
Reißen: 100,0 kg, Rang elf
Stoßen: 127,5 kg, Rang 15

### Leichtathletik
Herren
- René Ahumada
  - 100 Meter Lauf

Runde eins: ausgeschieden in Lauf eins (Rang fünf), 11,1 Sekunden (handgestoppt), 11,26 Sekunden (automatisch gestoppt)
  - 200 Meter Lauf

Runde eins: ausgeschieden in Lauf eins (Rang drei), 21,9 Sekunden (handgestoppt), 21,96 Sekunden (automatisch gestoppt)

### Moderner Fünfkampf
Herren

Mannschaft
- Ergebnisse
Finale: 10.981,0 Punkte, Rang fünf
Crosslauf: 2.073 Punkte, Rang acht
Degenfechten: 2.008,0 Punkte, Rang vier
Pistolenschießen: 2.560,0 Punkte, Rang zwei
Schwimmen: 2.640,0 Punkte, Rang fünf
Springreiten: 1.700,0  Punkte, Rang fünf
- Mannschaft
Antonio Almada
José Pérez Mier
David Romero

Einzel
- Antonio Almada
Finale: 3.616,0 Punkte, Rang 22
Crosslauf: 622,0 Punkte, 17:06,4 Minuten, Rang 35
Degenfechten: 704,0 Punkte, 18 Siege, Rang 13
Pistolenschießen: 960,0 Punkte, Rang eins
Schwimmen: 935,0 Punkte, 4:13,2 Minuten, Rang elf
Springreiten: 395,0 Punkte (475 Punkte – 80 Strafpunkte), 13:30 Minuten, Rang 23

- José Pérez Mier
Finale: 4.093,0 Punkte, Rang zwölf
Crosslauf: 712,0 Punkte, 16:36,0 Minuten, Rang 32
Degenfechten: 704,0 Punkte, 18 Siege, Rang 13
Pistolenschießen: 800,0 Punkte, Rang 13
Schwimmen: 940,0 Punkte, 4:12,4 Minuten, Rang zehn
Springreiten: 937,5 Punkte (937,5 Punkte – null Strafpunkte), 10:25 Minuten, Rang sechs

- David Romero
Finale: 3.227,5 Punkte, Rang 29
Crosslauf: 739,0 Punkte, 16:27,6 Minuten, Rang 29
Degenfechten: 556,0 Punkte, 14 Siege, Rang 26
Pistolenschießen: 800,0 Punkte, Rang 13
Schwimmen: 765,0 Punkte, 4:47,1 Minuten, Rang 27
Springreiten: 367,5 Punkte (627,5 Punkte – 260,0 Strafpunkte), 12:29 Minuten, Rang 24

### Radsport
Herren

Straße

Mannschaftswertung (187,73 km)
- Ergebnisse
Finale: Rennen nicht beendet (DNF)
- Mannschaft
Magdaleno Cano
Felipe Liñán
Francisco Lozano
Rafael Vaca

Einzel
- Magdaleno Cano
  - Straßenrennen (187,73 km)

Finale: 5:23:40 Stunden, Rang neun

- Felipe Liñán
  - Straßenrennen (187,73 km)

Finale: Rennen nicht beendet (DNF)

- Francisco Lozano
  - Straßenrennen (187,73 km)

Finale: Rennen nicht beendet (DNF)

- Rafael Vaca
  - Straßenrennen (187,73 km)

Finale: Rennen nicht beendet (DNF)

### Ringen
Herren

Freistil
- Mario Tovar
  - Leichtgewicht

ausgeschieden nach Runde vier mit sieben Minuspunkten
Runde eins: Schultersieg gegen Mateo Tanaquin von den Philippinen, null Minuspunkte
Runde zwei: Sieg gegen Muhammad Ashraf aus Pakistan (2:1), eins Minuspunkt
Runde drei: Niederlage gegen Jay Thomas Evans aus den USA (0:3), vier Minuspunkte
Runde vier: Schulterniederlage gegen Shigeru Kasahara aus Japan, sieben Minuspunkte

### Rudern
Herren
- Jorge Roesler
  - Einer

Runde eins: in Lauf drei (Rang vier) gescheitert, 8:24,3 Minuten
Runde eins Hoffnungslauf: ausgeschieden in Lauf eins (Rang drei), Rennen nicht beendet (DNF)

### Schießen
Herren
- Alfonso Castañeda
  - Schnellfeuerpistole

Finale: 571 Punkte, 60 Treffer, Rang elf
Runde eins: 285 Punkte, 30 Treffer, Rang zehn
Runde zwei: 286 Punkte, 30 Treffer, Rang elf

- Rodolfo Flores
  - Freie Scheibenpistole

Finale: 507 Punkte, Rang 26
Runde eins: 82 Punkte, Rang 24
Runde eins: 85 Punkte, Rang 21
Runde eins: 90 Punkte, Rang elf
Runde eins: 80 Punkte, Rang 29
Runde eins: 88 Punkte, Rang 20
Runde eins: 82 Punkte, Rang 30

- - Schnellfeuerpistole

Finale: 556 Punkte, 60 Treffer, Rang 19
Runde eins: 272 Punkte, 30 Treffer, Rang 25
Runde eins: 284 Punkte, 30 Treffer, Rang 13

- Raúl Ibarra
  - Freie Scheibenpistole

Finale: 533 Punkte, Rang 15
Runde eins: 89 Punkte, Rang zwölf
Runde eins: 86 Punkte, Rang 18
Runde eins: 87 Punkte, Rang 19
Runde eins: 88 Punkte, Rang 19
Runde eins: 94 Punkte, Rang vier
Runde eins: 89 Punkte, Rang 13

### Schwimmen
Damen
- Gilda Aranda
  - 400 Meter Freistil

Runde eins: ausgeschieden in Lauf vier (Rang sechs), 5:24,2 Minuten

- Blanca Barrón
  - 100 Meter Freistil

Runde eins: ausgeschieden in Lauf drei (Rang fünf), 1:09,5 Minuten

Herren
- Walter Ocampo
  - 200 Meter Schmetterling

Runde eins: ausgeschieden in Lauf eins (Rang sechs), 2:41,4 Minuten

- Eulalio Ríos
  - 200 Meter Schmetterling

Runde eins: in Lauf zwei (Rang drei) für das Finale qualifiziert, 2:28,1 Minuten
Finale: 2:27,3 Minuten, Rang sechs

### Wasserspringen
Herren
- Juan Botella
  - Kunstspringen 3 Meter

Qualifikation: 78,27 Punkte, Rang neun
Sprung eins: 9,69 Punkte, Rang 18
Sprung zwei: 10,03 Punkte, Rang 15
Sprung drei: 12,73 Punkte, Rang elf
Sprung vier: 14,00 Punkte, Rang 14
Sprung fünf: 15,18 Punkte, Rang sechs
Sprung sechs: 16,64 Punkte, Rang neun
Finale: 49,05 Punkte, Rang elf
Sprung eins: 14,03 Punkte, Rang neun
Sprung zwei: 11,76 Punkte, Rang zwölf
Sprung drei: 13,64 Punkte, Rang elf
Sprung vier: 9,62 Punkte, Rang zehn

- - Turmspringen

Qualifikation: 69,39 Punkte, Rang zwölf
Sprung eins: 10,20 Punkte, Rang 13
Sprung zwei: 10,71 Punkte, Rang zwölf
Sprung drei: 10,88 Punkte, Rang 13
Sprung vier: 7,00 Punkte, Rang 22
Sprung fünf: 14,04 Punkte, Rang vier
Sprung sechs: 16,56 Punkte, Rang vier
Finale: 56,06 Punkte, Rang zehn
Sprung eins: 12,96 Punkte, Rang zwölf
Sprung zwei: 10,34 Punkte, Rang zwölf
Sprung drei: 14,56 Punkte, Rang neun
Sprung vier: 18,20 Punkte, Rang fünf

- Alberto Capilla
Qualifikation: 74,18 Punkte, Rang sieben
Sprung eins: 10,65 Punkte, Rang acht
Sprung zwei: 10,71 Punkte, Rang zwölf
Sprung drei: 10,98 Punkte, Rang elf
Sprung vier: 12,60 Punkte, Rang zehn
Sprung fünf: 13,14 Punkte, Rang sechs
Sprung sechs: 16,10 Punkte, Rang sechs
Finale: 58,56 Punkte, Rang neun
Sprung eins: 15,62 Punkte, Rang sechs
Sprung zwei: 15,12 Punkte, Rang sechs
Sprung drei: 13,78 Punkte, Rang zehn
Sprung vier: 14,04 Punkte, Rang zehn

- Joaquín Capilla
  - Kunstspringen 3 Meter

Qualifikation: 90,24 Punkte, Rang eins
Sprung eins: 13,26 Punkte, Rang zwei
Sprung zwei: 11,40 Punkte, Rang sieben
Sprung drei: 12,92 Punkte, Rang neun
Sprung vier: 16,50 Punkte, Rang vier
Sprung fünf: 15,62 Punkte, Rang fünf
Sprung sechs: 20,54 Punkte, Rang eins
Finale: 60,45 Punkte, Rang drei 
Sprung eins: 7,28 Punkte, Rang zwölf
Sprung zwei: 17,16 Punkte, Rang zwei
Sprung drei: 18,46 Punkte, Rang zwei
Sprung vier: 17,55 Punkte, Rang drei

- - Turmspringen

Qualifikation: 78,68 Punkte, Rang zwei
Sprung eins: 10,20 Punkte, Rang 13
Sprung zwei: 11,73 Punkte, Rang fünf
Sprung drei: 12,92 Punkte, Rang vier
Sprung vier: 14,04 Punkte, Rang drei
Sprung fünf: 15,30 Punkte, Rang eins
Sprung sechs: 14,49 Punkte, Rang zehn
Finale: 73,76 Punkte, Rang eins 
Sprung eins: 16,79 Punkte, Rang zwei
Sprung zwei: 16,75 Punkte, Rang vier
Sprung drei: 18,90 Punkte, Rang drei
Sprung vier: 21,32 Punkte, Rang eins